# 九龍巴士888線
九龍巴士888線是香港一條新界沙田馬場巴士路線，只於沙田馬場賽事結束後單向開往沙田站。此路線全程收費是10條九巴馬場線最低。由於路線編號意頭甚佳，故被九巴用作測試電子牌。

## 歷史
- 1978年10月7日：投入服務，初期往來沙田墟。
- 1979年7月22日：為方便遊客前往彭福公園而加開在非賽馬日的假日服務，每20分鐘一班。當時賽馬日收費$1，非賽馬日收費$0.5。
- 1984年2月5日：取消非賽馬日的假日服務。同年12月2日，配合沙田區內線重組遷往沙田火車站（現稱沙田站）。
- 1996年9月8日：改為單向由沙田馬場開出。
- 1997年10月5日：改為全空調服務，收費則維持不變。
- 2020年2月7日：因2019冠狀病毒病疫情暫停服務，2021年9月5日恢復。[1]

## 服務時間
尾場開跑約20分鐘開出。

## 收費
全程：$13.3
| - 本線設有12歲以下小童及65歲或以上長者半價優惠。 - 本線不設長者及殘疾人士每程$2.0的票價優惠；12至64歲殘疾人士如使用「殘疾人士身份」個人八達通，以及60至64歲香港居民使用「樂悠咭」繳付車資，會以全費計算。 - 乘客可以現金或八達通於上車時付款，不設找續。 - 每位成人乘客可免費攜帶最多兩名4歲以下而不佔座位的兒童乘客乘車，超額之4歲以下小童必須繳付小童車費乘車。 - 持有「九巴月票」之乘客在車票有效期內，每日可享最多10程任何九龍巴士及龍運巴士路線（包括本路線，以及聯營路線的九龍巴士／龍運巴士提供的班次；惟乘搭機場「A」及「NA」線則可享原價二七折優惠（不會計算每天10次合資格車程））；而B1線則每日可享最多各2程（不會計算每天10次合資格車程）。 - 九龍巴士、城巴、龍運巴士及陽光巴士全職員工及家屬（不包括外判職員）可免費乘搭本路線，惟必須拍職員或職員家屬八達通。 - 乘客亦可透過多元化電子支付系統（e度嘟）繳付車資，包括使用非接觸式VISA卡、JCB卡、萬事達卡、銀聯卡、美國運通、大來國際、Discover Card、Apple Pay、Google Pay、Samsung Pay、AlipayHK「易乘碼」、支付寶、WeChatHK／微信支付「搭車碼」、銀聯雲閃付「乘車碼」及BOC Pay「乘車碼」。乘客使用此付款方式，使用此支付方式的乘客可享有中途下車之分段收費，以及與其他九巴／龍運獨營路線或聯營線九巴／龍運班次之轉乘優惠，惟不適用於與非九巴／龍運路線之轉乘優惠，亦不能享有「公共交通費用補貼計劃」。 |

## 行車路線
經：沙田馬場通道、大埔公路—沙田段、源禾路、沙田鄉事會路及沙田車站圍。

### 沿線車站

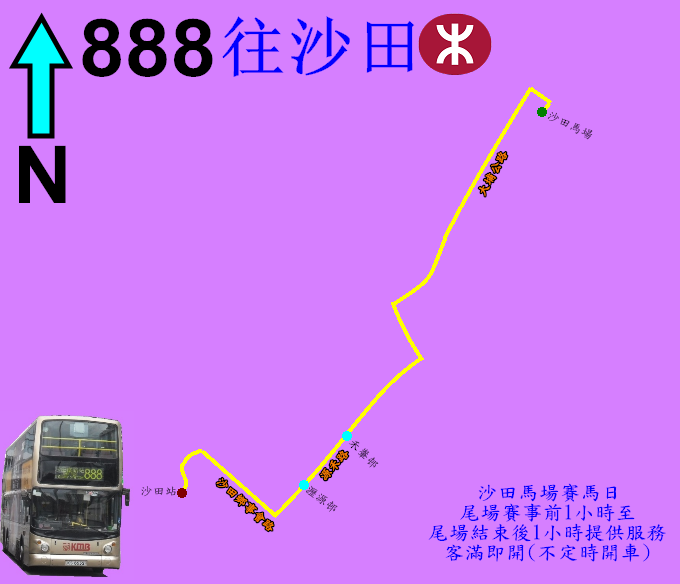
888線的走線圖

| 沙田馬場開       | 沙田馬場開       | 沙田馬場開           |
| 序號'            | '車站名稱        | '位置                |
| ---------------- | ---------------- | -------------------- |
| 1                | 沙田馬場巴士總站 | 沙田馬場巴士總站     |
| 大埔公路－沙田段 |                  |                      |
| 2                | 禾輋邨           | 源禾路               |
| 3                | 瀝源邨           | 源禾路               |
| 4                | 沙田站巴士總站   | 沙田站公共運輸交匯處 |